# Mountain View, Arkansas
Mountain View là một thành phố thuộc quận Stone, tiểu bang Arkansas, Hoa Kỳ. Năm 2010, dân số của thành phố này là 2748 người.

## Dân số
- Dân số năm 2000: 2876 người.
- Dân số năm 2010: 2748 người.